# Parlers préhilaliens citadins
Les parlers préhilaliens citadins sont un ensemble de parlers arabes du Maghreb ayant leur origine dans certains centres urbains historiques, en général enclavés dans une zone plus vaste où d'autres parlers sont majoritaires. Ils résultent de la première phase d'arabisation au Maghreb –avant le XIIe siècle– ainsi que de l’établissement de communautés de réfugiés d'Al-Andalus, dont les parlers s'en rapprochaient.
Ces parlers sont à distinguer des koinès urbaines modernes, majoritaires dans les villes, résultant de l’établissement de populations d'origine rurale en ville et dont les caractéristiques sont principalement hilaliennes.
À l'instar de l'ensemble des parlers préhilaliens (en), les parlers citadins du Maghreb appartiennent à deux ensembles distincts: un premier groupe se rattache aux parlers préhilaliens orientaux (Constantinois, Tunisie et Libye), caractérisés par la préservation de trois voyelles longues, tandis que le second groupe se rattache aux parlers occidentaux (Algérois, Oranais et Maroc), caractérisés par l'existence de deux voyelles longues et ayant développé un article indéfini en combinant le numéral arabe waḥed (un) et l'article défini el- (exemple: waḥed el-mra, « une femme »).

## Parlers
Groupe de l'est
- Ancien parler citadin de Tripoli: éteint, remplacé par l'arabe tripolitain moderne, tantôt considéré par les spécialistes comme un « parler citadin fortement bédouinisé » tantôt comme un « parler bédouin avec certaines caractéristiques citadines préhilaliennes ».
- Parler citadin de Mahdia [3]
- Parler citadin de Tunis[1],[3]
- Parler citadin de Sousse[3]
- Parler citadin de Sfax[3]
- Parler citadin de Bizerte[1],[3]
- Parler citadin de Kairouan[3]
- Parler citadin de Nabeul[4]
- Parler citadin de Monastir[4]
- Parler citadin de Constantine[1]
- Parler citadin de Bougie[5]
- Parler citadin de Dellys[6]

Groupe de l'ouest
- Parler citadin d'Alger[6],[7]
- Parler citadin de Médéa[6]
- Parler citadin de Miliana[6]
- Parler citadin de Cherchell[8]
- Parler citadin de Ténès[9]
- Parler citadin de Mostaganem[10]
- Parler citadin de Tlemcen[1],[11]
- Parler citadin de Nedroma[12],[13].
- Ancien parler citadin de Mascara (éteint)[11]
- Ancien parler citadin de Mazouna (éteint)[11]
- Ancien parler citadin d'Oran (éteint)[11]
- Parler citadin de Taza[14]
- Parler citadin de Fès[14],[1],[15]
- Parler citadin de Sefrou[14]
- Parler citadin du Zerhoun[16]
- Parler citadin de Meknès (influencé par les parlers hilaliens)[15],[16]
- Parler citadin de Chefchaouen (influencé par les parlers montagnards)[15]
- Parler citadin de Tétouan[15]
- Parler citadin de Ouezzane (influencé par les parlers montagnards)[15]
- Parler citadin de Tanger (influencé par les parlers montagnards)[15]
- Parler citadin de Ksar el-Kebir[15]
- Parler citadin d'Asilah (influencé par les parlers montagnards)[17]
- Parler citadin de Larache (influencé par les parlers montagnards)[18],[17]
- Parler citadin de Rabat[14],[1],[15]
- Parler citadin de Salé[15]
- Ancien parler citadin d'Azemmour (éteint)[16]
- Parler de Marrakech: fortement influencé par les parlers hilaliens, certains spécialistes le considérant même en tant que parler hilalien à part entière[15],[16].